# Baza lotnicza Rijak
Baza lotnicza Rijak – wojskowa baza lotnicza Libańskich Sił Powietrznych położona w dolinie Bekaa. Powstała w 1914 jako baza lotnicza wojsk niemieckich, od 1 sierpnia 1945 używana przez armię libańską. Miejsce powstania Libańskich Sił Powietrznych.